# Топлофикация София
Топлофикация София е топлоснабдителна компания, лицензирана от Комисията за енергийно и водно регулиране за производство на електрическа и топлинна енергия и за пренос на топлинна енергия на територията на град София. Компанията доставя топлинна енергия на над 430 000 битови и стопански абонати. Тя е най-старата топлофикационна система в България, собственост е на Столична община.

## История
Въвеждането в експлоатация на първата топлофикационна електрическа централа в България – ТЕЦ София и първата парна магистрала за промишлеността е през март 1949 г. ТЕЦ „София“ е изградена първоначално за производство на топлинна енергия чрез изгаряне на въглища. По-късно преминава на мазут, а после и на природен газ.
През 1955 г. е изградена и въведена в експлоатация първата градска магистрала на топлопреносната мрежа. Първите абонати са 32 държавни и обществени сгради в центъра.
До 1988 г. са изградени още три ТЕЦ-а: „Трайчо Костов“ (сега ТЕЦ „София-Изток“) ОЦ „Земляне“, ОЦ „Люлин“ и прилежащите им магистрали, а цялата столица е обхваната в четири топлорайона. Настоящата инфраструктура се състои от близо 2000 км.
От 1993 г. компанията е еднолично акционерно дружество – държавна собственост, а през 2010 г. акциите му са прехвърлени на Столична община.